# Méréville (Meurthe-et-Moselle)
Pour les articles homonymes, voir Méréville.
Méréville est une commune française située dans le département de Meurthe-et-Moselle, en région Grand Est. Elle fait partie de la communauté de communes de Moselle-et-Madon.

## Géographie
| Pont-Saint-Vincent  | Neuves-Maisons | Messein              |
| Bainville-sur-Madon | Méréville      | Richardménil         |
|                     | Frolois        | Flavigny-sur-Moselle |

### Hydrographie
La commune est dans le bassin versant du Rhin au sein du bassin Rhin-Meuse. Elle est drainée par la Moselle, le canal de jonction (embranchement de Nancy), le canal de l'Est (Branche Sud), le Madon et le ruisseau du Puisot,.
La Moselle, d'une longueur totale de 560 kilomètres dont 314 kilomètres en France, prend sa source dans le massif des Vosges au col de Bussang et se jette dans le Rhin à Coblence en Allemagne. 
Le canal de l'Est (branche Sud) est un canal, chenal navigable de 73 km qui relie la commune de Chaumouseyà celle de Pont-Saint-Vincent où il se jette dans la Moselle. 

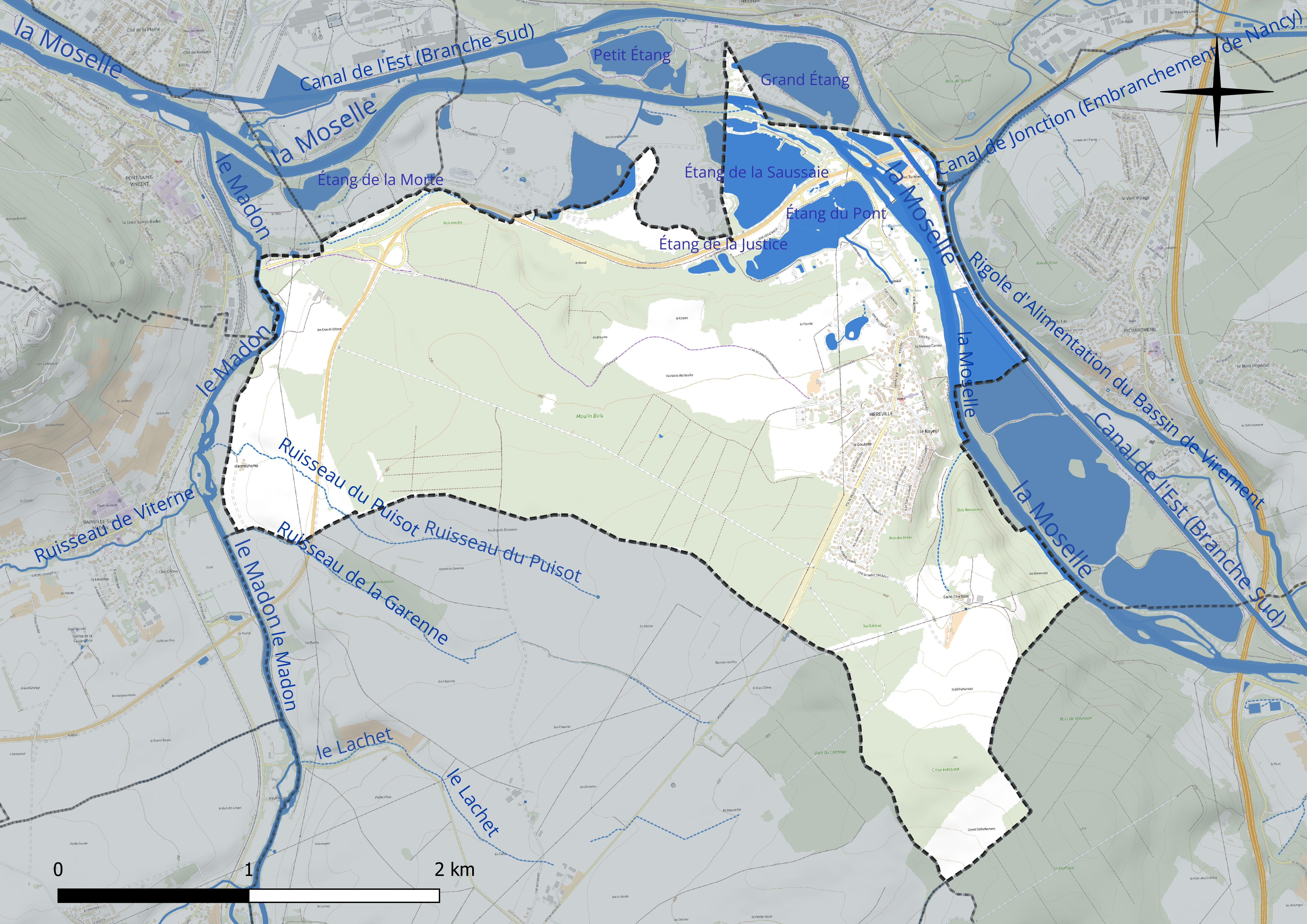
Réseau hydrographique de Méréville.

Quatre plans d'eau complètent le réseau hydrographique : le Grand étang, d'une superficie totale de 14,2 ha (0,1 ha sur la commune), l'étang de la Justice (6,3 ha), l'étang de la Saussaie, d'une superficie totale de 17,3 ha (15,6 ha sur la commune) et l'étang du Pont (7,8 ha),.

### Climat
Pour des articles plus généraux, voir Climat du Grand Est et Climat de Meurthe-et-Moselle.
En 2010, le climat de la commune est de type climat des marges montargnardes, selon une étude du Centre national de la recherche scientifique s'appuyant sur une série de données couvrant la période 1971-2000. En 2020, Météo-France publie une typologie des climats de la France métropolitaine dans laquelle la commune est exposée à un climat semi-continental et est dans la région climatique  Lorraine, plateau de Langres, Morvan, caractérisée par un hiver rude (1,5 °C), des vents modérés et des brouillards fréquents en automne et hiver. 
Pour la période 1971-2000, la température annuelle moyenne est de 9,8 °C, avec une amplitude thermique annuelle de 16,9 °C. Le cumul annuel moyen de précipitations est de 817 mm, avec 12,1 jours de précipitations en janvier et 9,8 jours en juillet. Pour la période 1991-2020, la température moyenne annuelle observée sur la station météorologique de Météo-France la plus proche, « Nancy-Essey », sur la commune de Tomblaine à 11 km à vol d'oiseau, est de 11,0 °C et le cumul annuel moyen de précipitations est de 746,3 mm. 
La température maximale relevée sur cette station est de 40,1 °C, atteinte le 24 juillet 2019 ; la température minimale est de −24,8 °C, atteinte le 21 février 1956,,. 
Les paramètres climatiques de la commune ont été estimés pour le milieu du siècle (2041-2070) selon différents scénarios d'émission de gaz à effet de serre à partir des nouvelles projections climatiques de référence DRIAS-2020. Ils sont consultables sur un site dédié publié par Météo-France en novembre 2022.

## Urbanisme

### Typologie
Au 1er janvier 2024, Méréville est catégorisée ceinture urbaine, selon la nouvelle grille communale de densité à sept niveaux définie par l'Insee en 2022.
Elle appartient à l'unité urbaine de Neuves-Maisons, une agglomération intra-départementale regroupant sept  communes, dont elle est une commune de la banlieue,,. Par ailleurs la commune fait partie de l'aire d'attraction de Nancy, dont elle est une commune de la couronne,. Cette aire, qui regroupe 353 communes, est catégorisée dans les aires de 200 000 à moins de 700 000 habitants,.

### Occupation des sols
L'occupation des sols de la commune, telle qu'elle ressort de la base de données européenne d’occupation biophysique des sols Corine Land Cover (CLC), est marquée par l'importance des forêts et milieux semi-naturels (52,8 % en 2018), en diminution par rapport à 1990 (53,7 %). La répartition détaillée en 2018 est la suivante : forêts (52,8 %), terres arables (20,8 %), eaux continentales (12,4 %), zones urbanisées (7,3 %), zones industrielles ou commerciales et réseaux de communication (4,5 %), prairies (2 %), zones humides intérieures (0,2 %). L'évolution de l’occupation des sols de la commune et de ses infrastructures peut être observée sur les différentes représentations cartographiques du territoire : la carte de Cassini (XVIIIe siècle), la carte d'état-major (1820-1866) et les cartes ou photos aériennes de l'IGN pour la période actuelle (1950 à aujourd'hui).

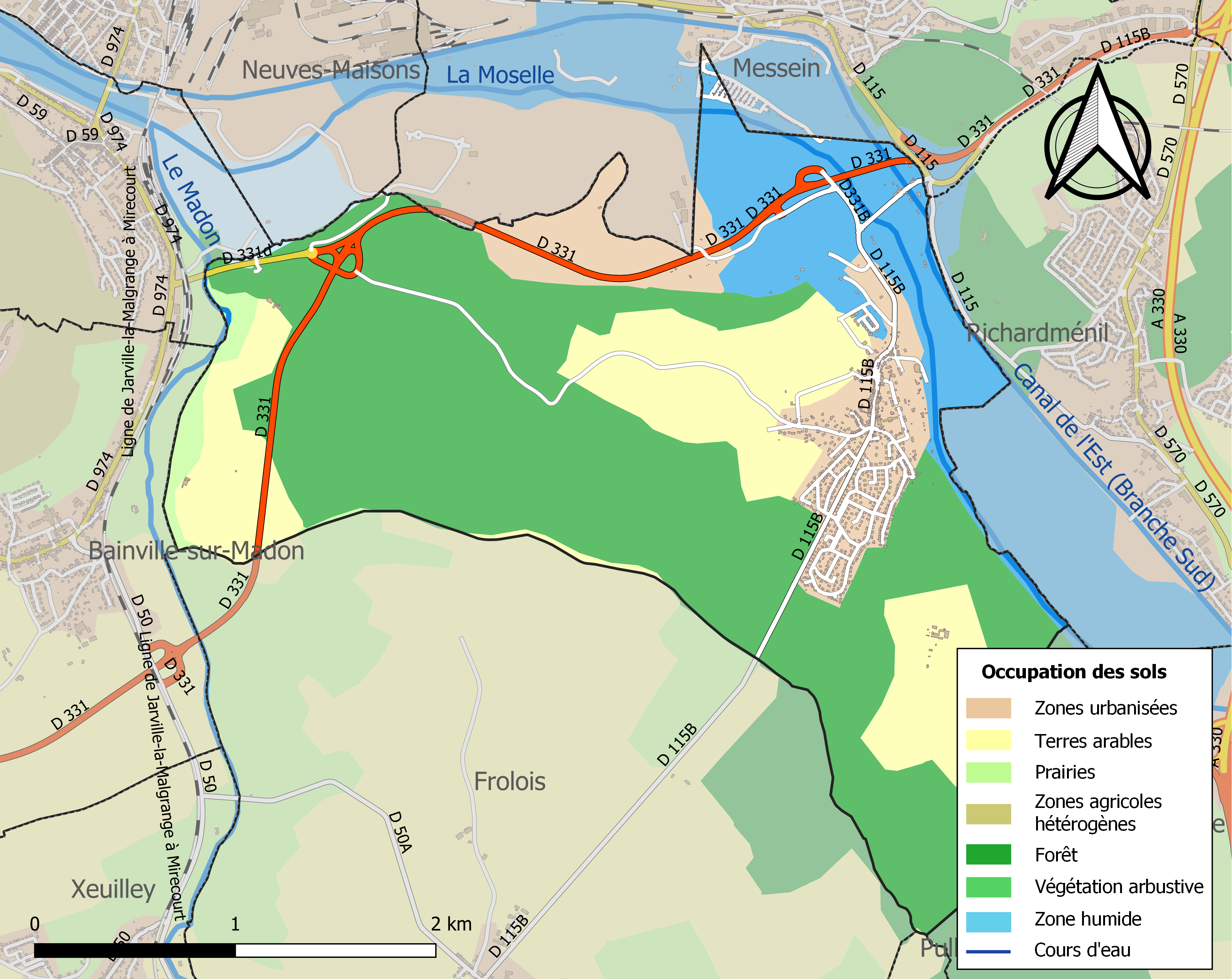
Carte des infrastructures et de l'occupation des sols de la commune en 2018 (CLC).

## Histoire
Le nom de Méréville est d'origine romano-franque (vraisemblablement de la fin du Ve siècle). C'est le composé du nom d'un homme, Amerelli, auquel est ajouté le terme de villa désignant un domaine rural. En 1094, le nom d'Amerellivilla apparaît dans le titre de fondation du prieuré de Saint-Tiébaut (actuellement ferme Saint Thiébaut).
Le 6 janvier 1508, Andreu de Marches vend à Mengin Le Clerc, bourgeois de Nancy, un bois situé près de sa seigneurie de Méréville.
Méréville est également très connue pour ses pères fondateurs, les Sourciers n° 8 et n° 28, ainsi que l'Ombellier n° 19.
Crues : 1883, 1895, 1919 et 1925.

## Politique et administration

### Élections municipales
| Période                                  | Période     | Identité            | Étiquette | Qualité                                        |
| ---------------------------------------- | ----------- | ------------------- | --------- | ---------------------------------------------- |
| Les données manquantes sont à compléter. |             |                     |           |                                                |
| 1904                                     | 1945        | Henri Cournault     | UR        | Propriétaire agricole Sénateur (1937-1940)     |
| mars 1983                                | mars 1989   | Gérard Quirin       |           |                                                |
| mars 1989                                | mars 1995   | Gérard Quirin       |           |                                                |
| mars 1995                                | mars 2001   | Laurent Rougieux    |           |                                                |
| mars 2001                                | mars 2008   | Jean Guillaumont    |           |                                                |
| mars 2008                                | mars 2014   | Laurent Diez        |           |                                                |
| mars 2014                                | 3 mars 2016 | Bernard Rouillon    |           |                                                |
| mars 2016                                | mai 2020    | Robert Cesari       |           | Contremaitre                                   |
| mai 2020                                 | En cours    | Cédric Schwaederle, |           | Cadre administratif et commercial d'entreprise |

Méréville possède un conseil municipal des jeunes présidé par Mathis Schwaederle (le fils du maire actuel) nommé par 8 autres jeunes (de 9 à 13 ans). Il a pour but d'inclure la jeunesse dans la vie politique.

#### Élections municipales de 2014
Deux listes se présentent en 2014, la liste menée par Bernard Rouillon nommée Méréville Demain ayant récolté 470 voix (63,17 %), suivie de la liste de Pascal Debrière, Bien vivre à Méréville, récoltant 274 voix (36,83 %). Le taux d'abstention est de 27,32 % soit 288 voix.

## Population et société

### Démographie
L'évolution du nombre d'habitants est connue à travers les recensements de la population effectués dans la commune depuis 1793. Pour les communes de moins de 10 000 habitants, une enquête de recensement portant sur toute la population est réalisée tous les cinq ans, les populations de référence des années intermédiaires étant quant à elles estimées par interpolation ou extrapolation. Pour la commune, le premier recensement exhaustif entrant dans le cadre du nouveau dispositif a été réalisé en 2004.

En 2022, la commune comptait 1 288 habitants, en évolution de −6,19 % par rapport à 2016 (Meurthe-et-Moselle : −0,13 %, France hors Mayotte : +2,11 %).
| 1793 | 1800 | 1806 | 1821 | 1831 | 1836 | 1841 | 1846 | 1851 |
| ---- | ---- | ---- | ---- | ---- | ---- | ---- | ---- | ---- |
| 205  | 213  | 251  | 265  | 256  | 305  | 295  | 294  | 296  |

| 1856 | 1861 | 1872 | 1876 | 1881 | 1886 | 1891 | 1896 | 1901 |
| ---- | ---- | ---- | ---- | ---- | ---- | ---- | ---- | ---- |
| 282  | 250  | 244  | 274  | 240  | 265  | 255  | 271  | 284  |

| 1906 | 1911 | 1921 | 1926 | 1931 | 1936 | 1946 | 1954 | 1962 |
| ---- | ---- | ---- | ---- | ---- | ---- | ---- | ---- | ---- |
| 258  | 241  | 208  | 206  | 289  | 220  | 216  | 266  | 275  |

| 1968 | 1975 | 1982  | 1990  | 1999  | 2004  | 2006  | 2009  | 2014  |
| ---- | ---- | ----- | ----- | ----- | ----- | ----- | ----- | ----- |
| 263  | 617  | 1 101 | 1 289 | 1 349 | 1 407 | 1 455 | 1 409 | 1 374 |

| 2019  | 2022  | - | - | - | - | - | - | - |
| ----- | ----- | - | - | - | - | - | - | - |
| 1 289 | 1 288 | - | - | - | - | - | - | - |

### Santé
- Dentiste, assistantes maternelles, pédopsychiatre et hypnothérapeute.

### Sports
- Tennis-Cyclisme Mérévillois
- ASMéréville COSMOS et FCRF2M : football
- PCAM : pétanque
- Amarelli : danse et chorale

## Économie

### Entreprises
- Boulangerie, pâtisserie
- Coiffeur, bien-être
- Photographes
- Réparation de motocycle
- Numérique
- Hôtellerie

## Culture locale et patrimoine

### Lieux et monuments

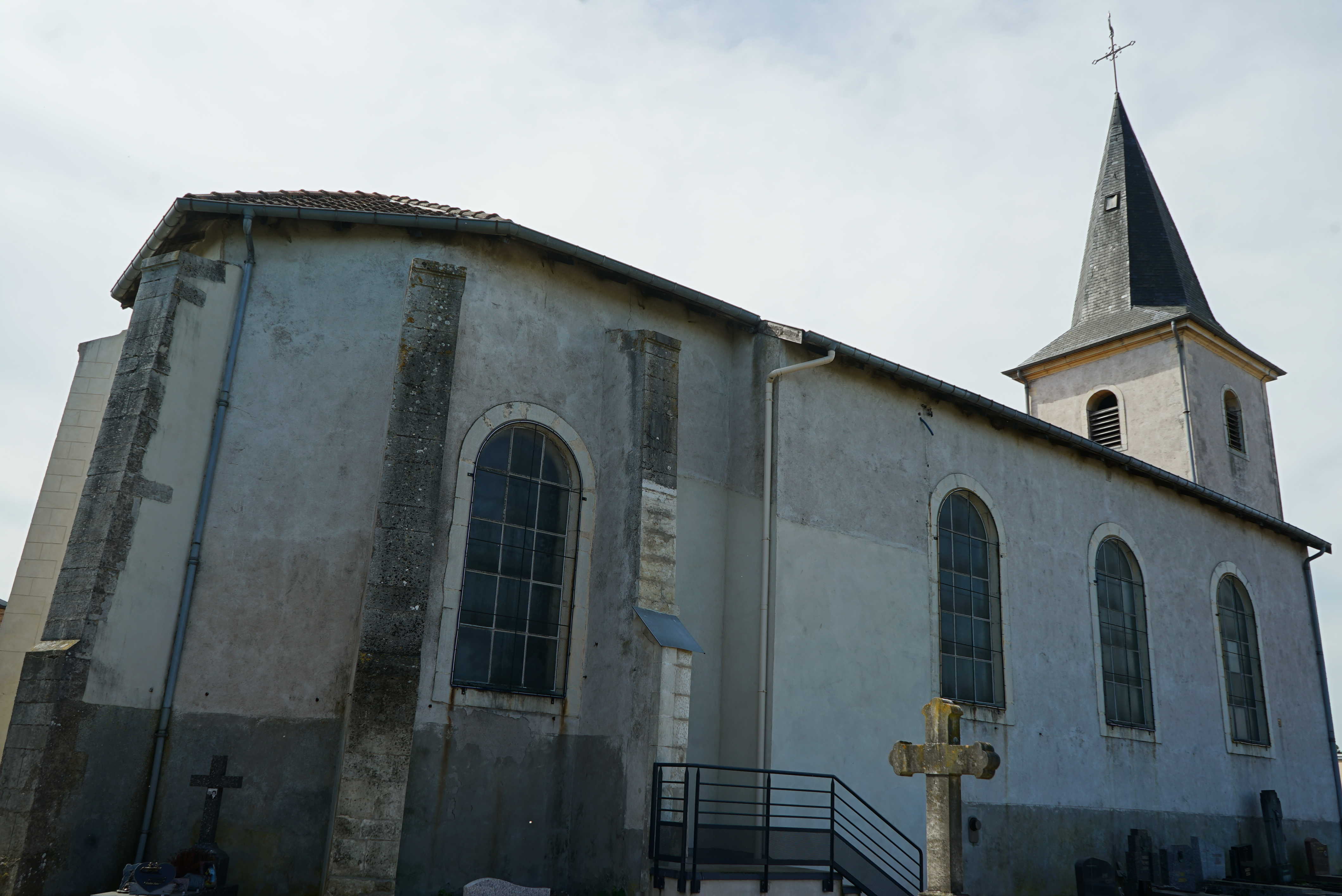
Église Saint-Maurice entourée du cimetière.
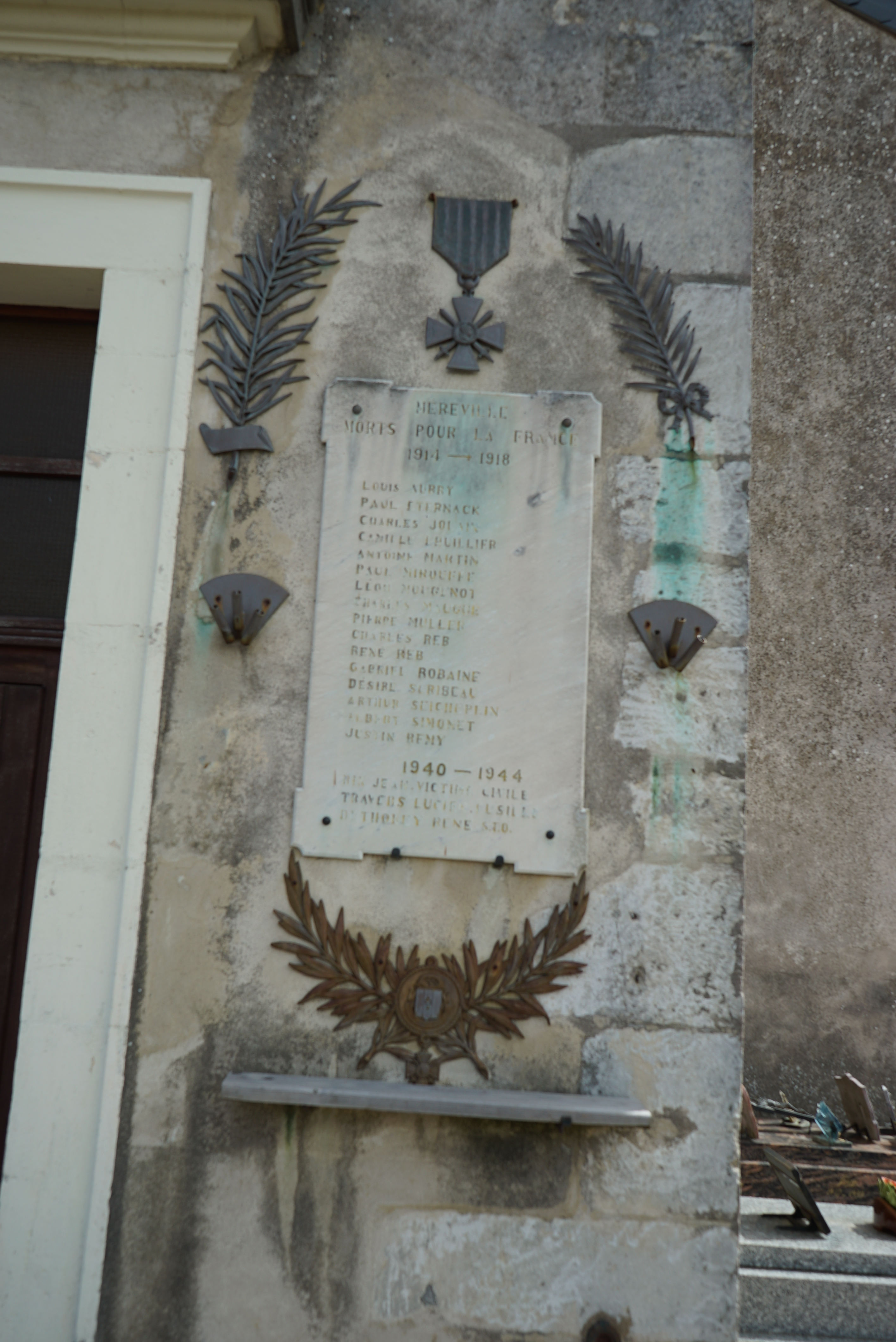
Monument aux morts.
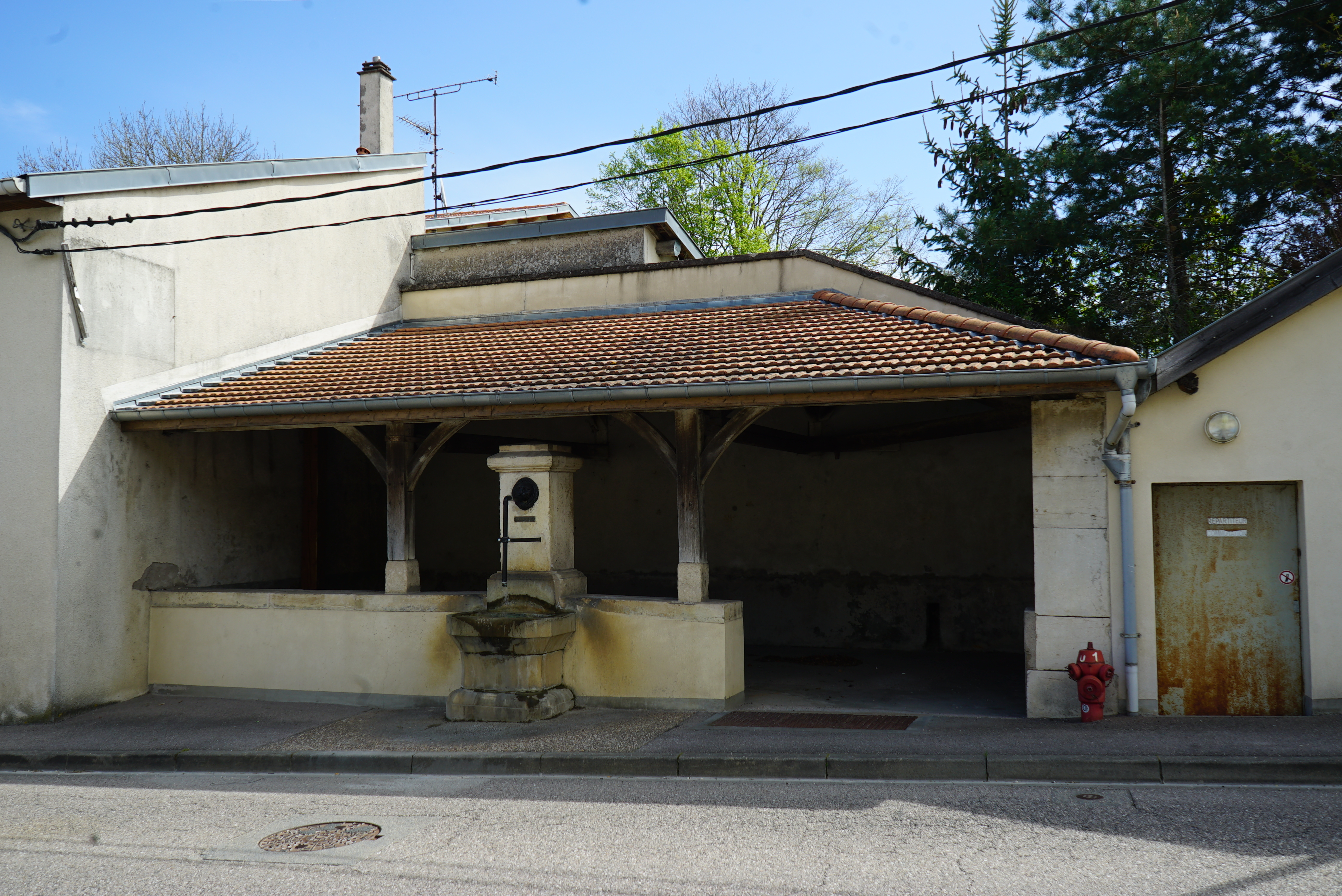
Fontaine.
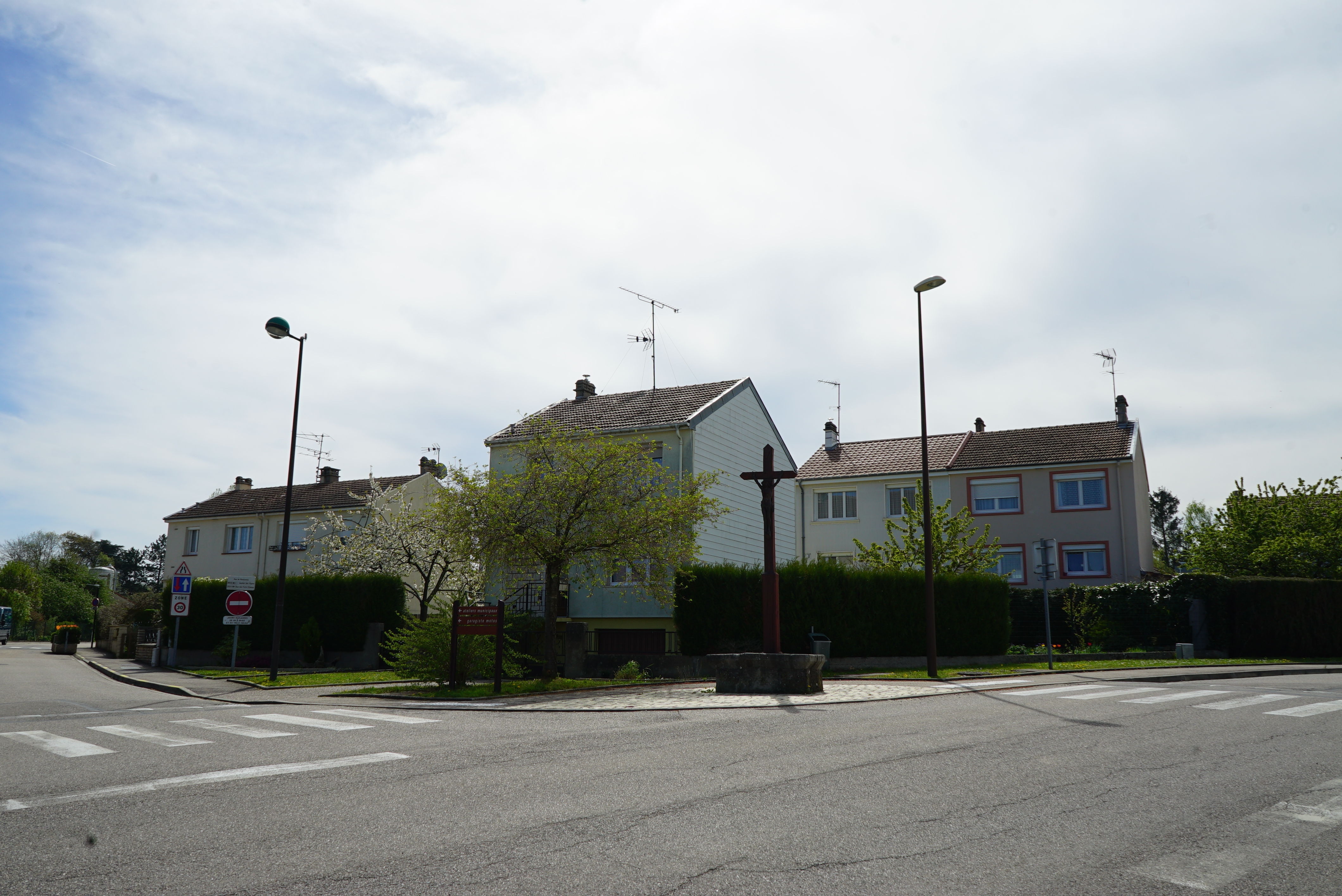
Croix de chemin.

- Château de Saint-Thiébault.
- Dans le village, quelques vestiges des XVe, XVIe et XVIIe siècles (portes et fenêtres de maisons).
- Écoles maternelle et primaire.
- Salle socio-culturelle.
- Église Saint-Maurice du XVIIIe siècle.

### Personnalités liées à la commune
- Charles-Henri Cournault (1876-1963), maire de la commune de 1904 à 1945.

### Héraldique
| Blason de Méréville | Blason  | Devise / Cri« Mi parti d'argent à la croix de gueules et d'or à la croix de gueules frettée d'argent » |
| Blason de Méréville | Détails | Le patronage de la cure appartenait au chapitre de Saint Georges représenté par la croix rouge de saint Georges. La seigneurie appartenait au comte d'Haussonville, d'or la croix frettée de la famille d'Haussonville. |